# 조은극장
조은극장은 부산광역시 중구 남포동의 공연장이다. 조은극장은 2009년 3월 BS부산은행과 네이밍 제휴를 통해 BS부산은행조은극장이라는 이름으로 개관하였다. 서울 및 수도권을 제외하고 지역 민간극장으로는 최초로 네이밍 마케팅을 채용하였고 역시 지역 최초로 1관과 2관의 분관 시스템으로 운영하는 사설 극장이다. 조은극장 1관은 305석의 뮤지컬 전용극장으로 2009년 4월 1일 대한민국의 대표적인 연극 라이어를 개관작으로 현재 운영 중이며, 국내외의 검증된 우수한 작품을 기획하여 상연한다. 조은극장 2관은 119석의 소극장으로 주로 연극 작품 위주로 지역 및 국내외의 작품을 선보인다.

## 역사
2014년 3월 : 조은극장1관 이전개관
(이전) BS부산은행조은극장1관 : 부산광역시 중구 구덕로34번길 4 뉴남포빌딩 3층
- 270석
(개관) 조은극장 스타홀 : 부산광역시 중구 구덕로34번길 4 뉴남포빌딩 3층
- 160석
(기존) BS부산은행조은극장2관 : 부산광역시 중구 광복로 82 삼성패션 4층
- 121석